# Einmachhafen

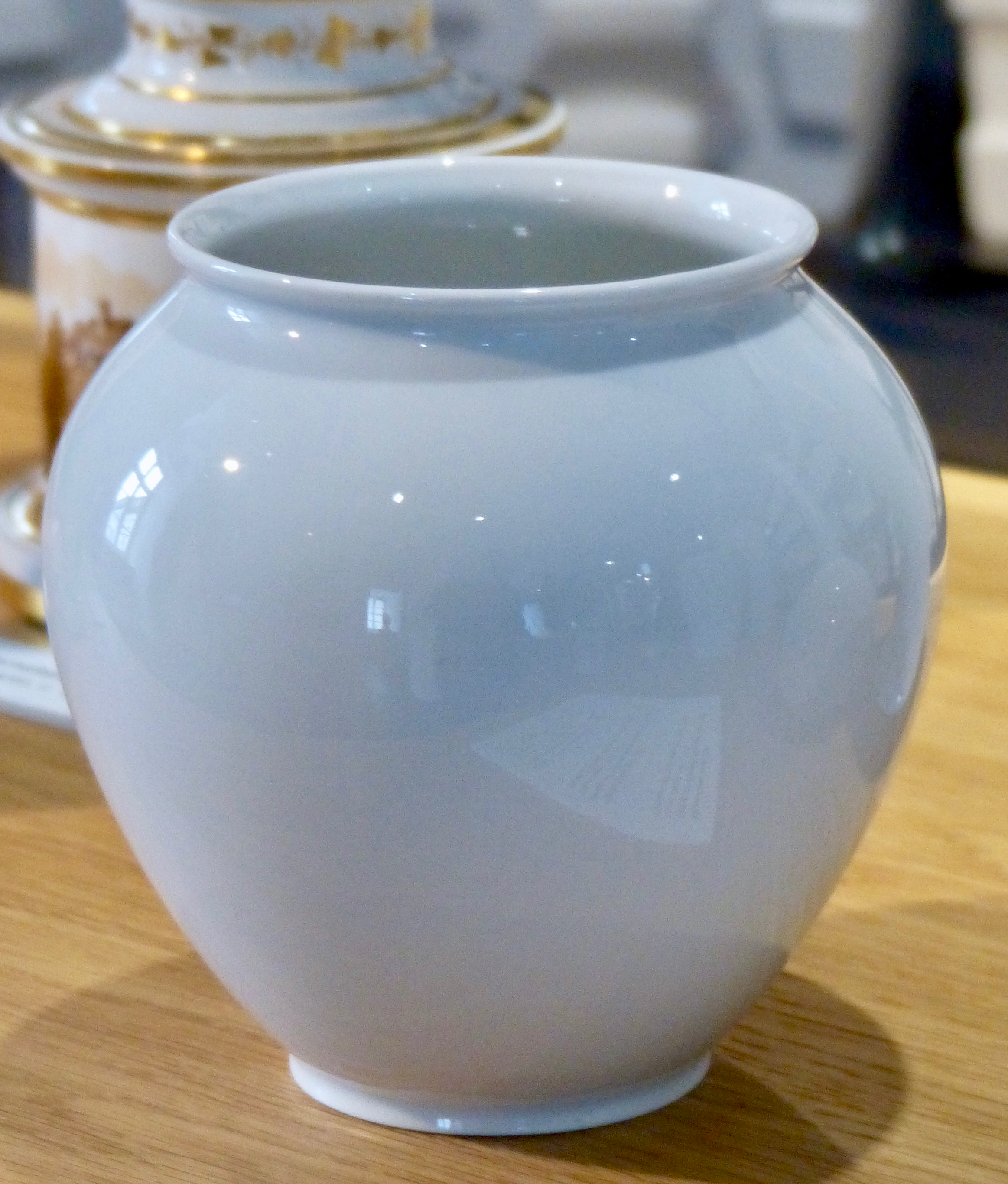
Einmachhafen Form 1047, Designer: Siegfried Möller, Ausformung 1942

Ein Einmachhafen ist ein Gefäß aus Porzellan, das im Zweiten Weltkrieg als Ersatz für Einweckgläser produziert wurde.

## Historischer Kontext
Während des Zweiten Weltkrieges wurde in Deutschland die Porzellanherstellung auf kriegswichtige Produkte, wie technische Porzellane, Tauchformen für Gummihandschuhe und Gasmasken sowie die in einem Kriegsauflagenprogramm vorgeschriebenen, auf die notwendigsten Teile beschränkten Gebrauchsgeschirre umgestellt. Porzellanmanufakturen, die sich nicht auf kriegserforderliche Produkte einstellen konnten und ausschließlich Tafel- und Kaffeegeschirre sowie Dekorationsobjekte hergestellt haben, waren aufgrund der Rohstoffrationierung von der Schließung bedroht. Zu den nicht reglementierten Serviceteilen zählten lediglich Teller, Tassen, Schüsseln, Essnäpfe, Milchkannen, Becher und Kannen.

## Einmachhäfen der Porzellanmanufaktur Fürstenberg
Der Direktor der Fürstenberger Porzellanmanufaktur Fritz Kreikemeier ließ ab 1940 drei- und vierteilige Sätze von Einmachhäfen aus Weißporzellan herstellen, die zu den erfolgreichsten Produkten der Manufaktur in den Kriegsjahren zählten. Walter Nitzsche entwickelte die Serien Form 651 und Form 652. Große Vasenmodelle von Wilhelm Wagenfeld (Form 987) und Siegfried Möller (Form 1047) wurden als Einmachhäfen umgewidmet und mit der Bodenmarke „Einmach-Hafen und der Jahreszahl“ versehen. Einige Modelle konnten auch als Salatschüsseln, so genannten Kumpen verwendet werden. Durch diese Umdeklarierung gelang der Firma die Aufrechterhaltung der Porzellanproduktion in Kriegszeiten. In den Einmachhäfen konnte Marmelade und Obst gelagert und mit Cellophanfolie abgedeckt werden.